# Soline (żupania dubrownicko-neretwiańska)
Soline – wieś w Chorwacji, w żupanii dubrownicko-neretwiańskiej, w gminie Župa dubrovačka. W 2011 roku liczyła 268 mieszkańców.